# Ламарш-сюр-Сон
Лама́рш-сюр-Сон (фр. Lamarche-sur-Saône) — коммуна во Франции, находится в регионе Бургундия. Департамент коммуны — Кот-д’Ор. Входит в состав кантона Понтайе-сюр-Сон. Округ коммуны — Дижон.
Код INSEE коммуны — 21337.

## Население
Население коммуны на 2010 год составляло 1253 человека.
| 1962 | 1968 | 1975 | 1982 | 1990 | 1999 | 2010 |
| ---- | ---- | ---- | ---- | ---- | ---- | ---- |
| 1324 | 1206 | 1130 | 1256 | 1223 | 1201 | 1253 |

## Экономика
В 2010 году среди 771 человека трудоспособного возраста (15—64 лет) 547 были экономически активными, 224 — неактивными (показатель активности — 70,9 %, в 1999 году было 66,0 %). Из 547 активных жителей работали 491 человек (263 мужчины и 228 женщин), безработных было 56 (28 мужчин и 28 женщин). Среди 224 неактивных 43 человека были учениками или студентами, 111 — пенсионерами, 70 были неактивными по другим причинам.